# Xã Edgington, Quận Rock Island, Illinois
Xã Edgington (tiếng Anh: Edgington Township) là một xã thuộc quận Rock Island, tiểu bang Illinois, Hoa Kỳ. Năm 2010, dân số của xã này là 1.508 người.